# 아자타샤트루
아자타샤트루(팔리어: Ajātasattu) 또는 불교 전통의 아자타샤트루(산스크리트어: Ajātaśatru), 자이나교 전통의 쿠니카(Kūṇika)와 쿠니야(Kūṇiya) (재위 기원전 492년 ~ 기원전 460년, 또는 기원전 405년 ~ 기원전 373년)는 동인도 마가다의 하리얀카 왕조에서 가장 중요한 왕 중 한 명이었다. 그는 빔비사라 왕의 아들이었으며 마하비라와 고타마 붓다의 동시대 인물이었다. 그는 아버지로부터 마가다 왕국을 강제로 빼앗고 아버지를 감금했다. 그는 리차비족이 이끄는 밧지 연맹과 전쟁을 벌여 바이샬리 공화국을 정복했다. 파탈리푸트라는 아자타샤트루가 마을을 요새화하여 형성되었다.
아자타샤트루는 정복과 확장 정책을 따랐다. 그는 코살라의 왕을 포함한 이웃 경쟁자들을 물리쳤다. 그와 불화가 있던 그의 형제들은 빔비사라에게 지참금으로 주어졌던 카시로 갔고, 이는 마가다와 코살라 사이의 전쟁으로 이어졌다.
아자타샤트루는 카시를 점령하고 작은 왕국들을 포획했다. 아자타샤트루 휘하의 마가다는 북인도에서 가장 강력한 왕국이 되었다.

## 연대
마하밤사의 연대와 상관관계를 기반으로 붓다가 기원전 483년에 사망했다고 결론을 내리면서 아서 르웰린 배샴은 아자타샤트루의 즉위 시기를 기원전 491년으로 추정했다. 그는 아자타샤트루의 첫 번째 원정이 기원전 485년에 일어났으며, 밧지 연맹에 대한 두 번째 원정은 기원전 481년에서 480년에 일어났다고 추정한다. 사마냐팔라 경은 아자타샤트루가 여섯 스승을 방문하여 그들의 교리를 듣고 마침내 붓다를 방문했다고 명시하는데, 배샴은 이 사건이 기원전 491년에 일어났을 것으로 추정했다. 역사가 K. T. S. 사라오는 붓다의 생애를 기원전 477년에서 397년 사이로, 아자타샤트루의 통치 기간을 기원전 405년에서 373년 사이로 추정했다.

## 출생

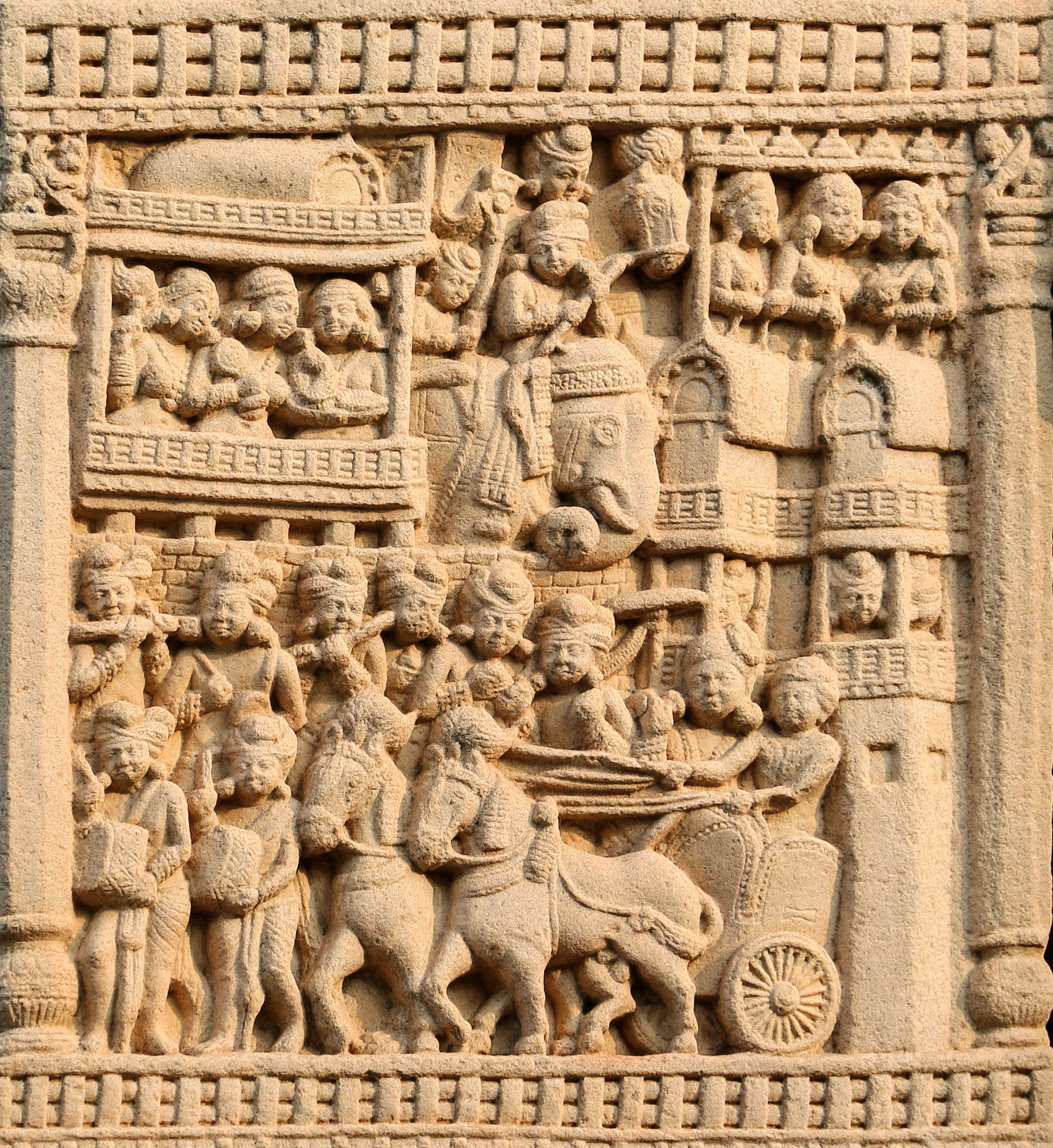
산치의 라자그리하를 떠나는 왕실 행렬, 아자타샤트루를 묘사했을 가능성 있음

쿠니카로도 알려진 아자타샤트루는 빔비사라의 아들이었다. 마투라 정부 박물관의 고대 비문은 그를 "바이데히의 아들 아자타샤트루 쿠니카"라고 지칭한다. 아자타샤트루의 이야기는 불교의 삼장과 자이나 아가마에 나온다. 아자타샤트루의 출생에 대한 이야기는 두 전통에서 대체로 비슷하다. 자이나교에 따르면 아자타샤트루는 빔비사라 왕과 첼라나 왕비 사이에서 태어났는데, 불교 전통은 아자타샤트루가 빔비사라와 코살라 데비 사이에서 태어났다고 기록한다. 두 전통에서 두 왕비 모두 "바이데히"라고 불렸다는 점은 주목할 만하다.
자이나교 니라야발리카 수트라에 따르면, 첼라나 왕비는 임신 중 남편의 심장을 튀긴 고기를 먹고 술을 마시고 싶은 강한 욕구를 느꼈다. 한편, 빔비사라 왕과 난다 왕비의 아들인 매우 영리한 아바야쿠마라 왕자는 심장처럼 생긴 야생 과일을 튀겨 왕비에게 주었다. 왕비는 그것을 먹고 나중에 그런 악마적인 욕구를 느낀 것에 대해 부끄러움을 느끼며 아이가 자라서 가족에게 치명적일 수 있다고 두려워했다. 그래서 아이가 태어난 지 몇 달 후, 왕비는 아이를 궁전 밖으로 내던졌다. 아이가 쓰레기 더미 근처에 누워 있을 때, 수탉이 그의 새끼손가락을 물었다. 빔비사라 왕은 아이가 버려졌다는 것을 알고 달려나가 아이를 안아 들고 피 흘리는 새끼손가락을 자신의 입에 넣어 피가 멈출 때까지 빨았고, 나을 때까지 며칠 동안 계속했다. 아이의 새끼손가락이 쑤셨기 때문에 그는 "쑤시는 손가락"이라는 뜻의 쿠니카라는 별명을 얻었다. 나중에 그는 아소카찬다라는 이름이 붙여졌다.
불교 논장에서는 위의 이야기가 거의 동일하지만, 코살라데비가 빔비사라의 팔에서 피를 마시고 싶어 했다는 점만 다르다. 왕은 그녀의 소원을 들어주었고, 나중에 아이가 쓰레기 더미 근처에 버려졌을 때 감염으로 인해 새끼손가락에 종기가 생겼고 왕이 그것을 빨았는데, 한 번 빨다가 종기가 왕의 입안에서 터졌지만, 아이에 대한 애정 때문에 고름을 뱉지 않고 삼켰다.

## 바이샬리에 대한 전쟁과 승리
기원전 484년에서 468년 사이에 아자타샤트루와 리차비족 사이의 불화는 후자의 패배로 이어졌다.

### 자이나교 전통
한때 아자타샤트루의 아내인 파드마바티 왕비는 저녁에 발코니에 앉아 있었다. 그녀는 할라와 비할라 쿠마라가 아내들과 함께 "세차나카" 코끼리에 앉아 있고, 아내 중 한 명이 18겹의 신성한 목걸이를 착용하고 있는 것을 보았다. 그때 그녀는 아래 정원에서 하녀 중 한 명이 "왕이 아니라 할라와 비할라 쿠마라가 왕국의 진정한 쾌락을 누리고 있다"고 말하는 것을 들었고, 파드마바티는 "내가 두 보석을 모두 소유하지 못한다면 왕국이 무슨 소용인가?"라고 생각했다.
그래서 그녀는 같은 날 밤 이 생각을 아자타샤트루와 공유했고, 그의 요구에 지나치게 집착했다. 아자타샤트루는 마침내 동의하고 그의 두 형제에게 코끼리와 목걸이를 자신에게 달라고 요청했고, 두 형제는 이 선물들이 사랑하는 아버지에게서 받은 것이므로 왜 그것들을 포기해야 하는지 물으며 거절했다. 아자타샤트루는 세 번이나 요청했지만 세 번 모두 같은 답변을 받았다. 이것은 그를 매우 화나게 했고, 그는 부하들을 보내 그들을 체포하게 했다. 한편, 할라와 비할라 쿠마라는 기회를 보고 그들의 외할아버지인 체타카에게로 도망쳤는데, 그는 바이샬리 공화국(바지스/리차비족)이라는 위대한 왕국의 왕이었다. 아자타샤트루는 세 번이나 체타카에게 그들을 넘겨달라고 통보했지만 체타카는 거부했다.
이것으로 아자타샤트루에게는 충분했다. 그는 자신의 이복형제인 칼라쿠마라(빔비사라 왕과 10명의 칼리 왕비 칼리, 수칼리, 마하칼리 등에게서 태어난 10명의 칼라쿠마라)에게 자신의 군대와 합치라고 요청했는데, 바이샬리 공화국이 과거에 항상 무적이었으며 자신 혼자서는 그들을 물리칠 수 없을 것이라는 사실을 아자타샤트루는 잘 알고 있었기 때문이었다. 각 칼라쿠마라는 말 3000마리, 코끼리 3000마리, 전차 3000대, 보병 30000명을 이끌고 왔다. 반면에 체타카는 자신의 동맹군(말라 9명, 리차비 9명, 카시-코살라의 왕 18명)을 초대하여 손자 아자타샤트루와 싸우게 했다. 이 모든 왕들은 각자 말 3000마리, 코끼리 3000마리, 전차 3000대, 보병 30000명을 이끌고 왔다. 따라서 총 57000마리의 코끼리, 57000대의 전차, 57000마리의 말, 그리고 570000명의 보병이 있었다.
전쟁이 시작되었다. 체타카 왕은 마하비라의 독실한 추종자였으며, 전쟁에서 하루에 화살을 한 발 이상 쏘지 않겠다는 맹세를 했다. 체타카의 조준은 완벽하고 그의 화살은 빗나가지 않는다는 것이 모두에게 알려져 있었다. 그의 첫 화살은 아자타샤트루의 사령관인 칼라쿠마라 한 명을 죽였다. 9일 연속으로 나머지 9명의 칼라쿠마라가 체타카에게 죽임을 당했다. 아들들의 죽음에 깊이 슬퍼한 칼리 왕비들은 마하비라의 성스러운 승려단에 비구니로 입문했다.
아자타샤트루가 패배로 향하자 그는 사크렌드라와 차르멘드라(다른 천상의 인드라)에게 3일 동안 고행을 하고 기도를 올렸고, 그들은 그 후 전쟁에서 그를 도왔다. 그들은 그를 체타카의 빗나가지 않는 화살로부터 보호했다. 전쟁은 매우 격렬해졌고, 인드라들의 신성한 영향으로 아자타샤트루의 병사들이 던진 자갈, 짚, 나뭇잎조차도 체타카의 군대 위로 바위처럼 떨어졌다고 한다. 이 무기는 그리하여 "마하시라칸타카"라고 불렸는데, 이는 10만 명 이상이 죽은 무기를 의미한다.
다음으로, 인드라들은 아자타샤트루에게 양쪽에 움직이는 가시 박힌 철퇴가 달린 거대하고 자동으로 움직이는 전차(그리고 차르멘드라 자신이 운전했다고 전해지는)를 부여했다. 이 전차는 전장에서 수십만 명의 병사들을 짓밟았다. 이 전차는 "라타-무살라"라고 불렸다.
이 전투에서 체타카는 패배했다. 그러나 체타카와 다른 이들은 즉시 바이샬리 성벽 안으로 피신하여 정문을 닫았다. 바이샬리 주변의 성벽은 너무나 견고하여 아자타샤트루는 그것을 뚫을 수 없었다. 여러 날이 지나자 아자타샤트루는 격분하여 다시 인드라에게 기도했지만, 이번에는 인드라가 그를 돕는 것을 거부했다. 그러나 아자타샤트루는 반여신의 신탁을 통해 "슈라마나(승려) 쿨발라카가 기생과 결혼하면 바이샬리를 정복할 수 있다"는 정보를 얻었다.
아자타샤트루는 쿨발라카 승려에 대해 문의하고 독실한 추종자로 위장한 매춘부 "마가디카"를 불렀다. 타락한 여인은 승려를 유혹했고, 마침내 승려는 승려 생활을 포기하고 그녀와 결혼했다. 나중에 아자타샤트루의 명령을 받은 마가디카는 쿨발라카를 설득하여 점성술사로 위장하여 바이샬리에 잠입하게 했다. 그는 큰 어려움 끝에 바이샬리에 입성하여 도시가 "무니스브라타"에게 헌정된 "차이티야"(제단)에 의해 구원받고 있다는 것을 알게 되었다. 쿨발라카는 그 후 사람들에게 이 제단이 도시가 불행을 겪는 이유라고 말하기 시작했다. 사람들은 제단을 기초부터 뽑아냈다. 쿨발라카는 신호를 보냈고 아자타샤트루는 사전 협의대로 도시에 진입했다. 이것이 마지막 공격이었다. 바이샬리는 아자타샤트루에게 정복되었다.
코끼리 세차나카는 아자타샤트루의 병사들이 만든 철봉과 불이 있는 구덩이에 빠진 후 죽었다. 나중에 할라와 비할라 쿠마라는 마하비라의 성스러운 승려단에 승려로 입문했다. 체타카는 "살레카나"(죽을 때까지 단식)를 수행했다. 아자타샤트루는 바이샬리뿐만 아니라 카시-코살라까지 정복했다.

### 불교 전통

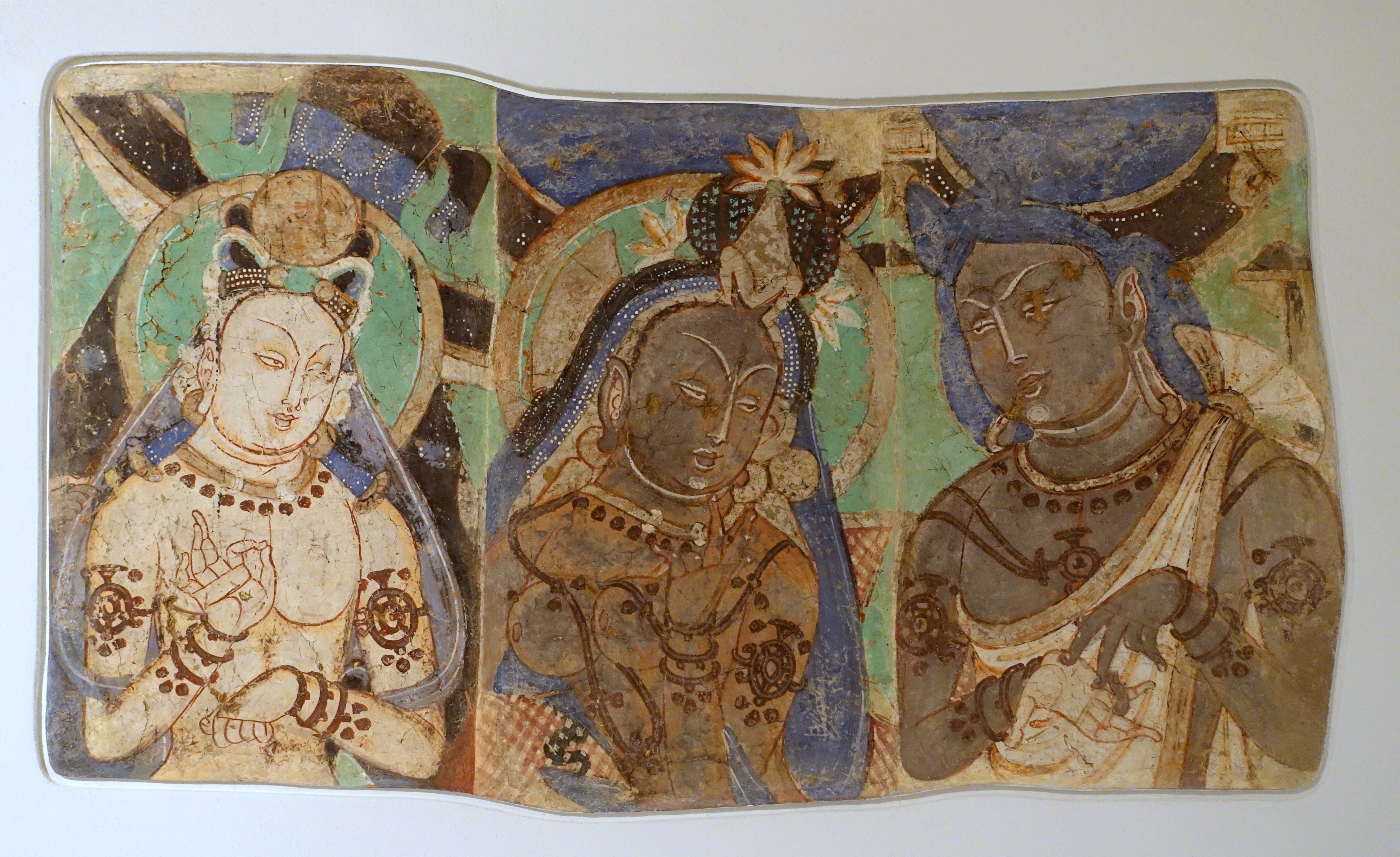
키질 동굴의 아자타샤트루 왕, 그의 왕비, 그리고 신하 바르샤카라의 벽화 (서기 251-403년경).

갠지스강 강변 마을 근처에 다이아몬드 광산이 있었다. 아자타샤트루와 밧지 연맹의 리차비족은 다이아몬드를 균등하게 분배하기로 합의했다. 그러나 아자타샤트루는 게으름 때문에 자신의 몫을 거두지 못했고, 대부분의 다이아몬드는 리차비족이 가져갔다. 시간이 지나 결국 아자타샤트루는 짜증이 나서 이에 대해 조치를 취하기로 결정했다. 그는 바이샬리의 전체 연방과 싸우는 것이 거의 불가능할 것이라고 생각했기 때문에 대신 강력한 밧지를 뿌리 뽑고 전멸시키기로 결정했다. 그는 수석 장관 바사카라를 붓다에게 보내 바이샬리가 왜 그렇게 무적이어야 하는지 물었다. 이에 대해 붓다는 일곱 가지 이유를 제시했는데, 그 중에는: 밧지족은 항상 회의에 정시에 참석하고, 규율 있는 행동을 하며, 어른을 존경하고, 여성을 존경하며, 딸을 강제로 결혼시키지 않고, 아라한에게 영적인 보호를 제공하며, 마지막으로 주요 이유는 마을 안에 있는 차이티야(제단)였다.
그리하여 아자타샤트루는 그의 수석 장관 바사카라의 도움으로 밧지족을 분열시키고 내부의 차이티야도 파괴했다. 이 전투에서 아자타샤트루는 양쪽에 움직이는 철퇴와 칼날이 달린 낫 달린 전차를 사용하여 도시를 공격하고 정복했다.

## 왕국
아자타샤트루는 아버지의 죽음으로 수도를 라자그리하에서 참파로 옮겼다.

## 가족

### 자이나교 전통
니라야발리야 숫따(Nirayāvaliyā Suttā)에 따르면, 아자타샤트루는 빔비사라 왕과 첼라나 왕비 사이에서 태어났다. 첼라나 왕비는 바이샬리의 왕인 체타카의 딸이었고, 체타카는 마하비라의 어머니인 트리샬라 왕비의 오빠였다. 아자타샤트루는 여덟 명의 아내를 두었다.

### 불교 전통

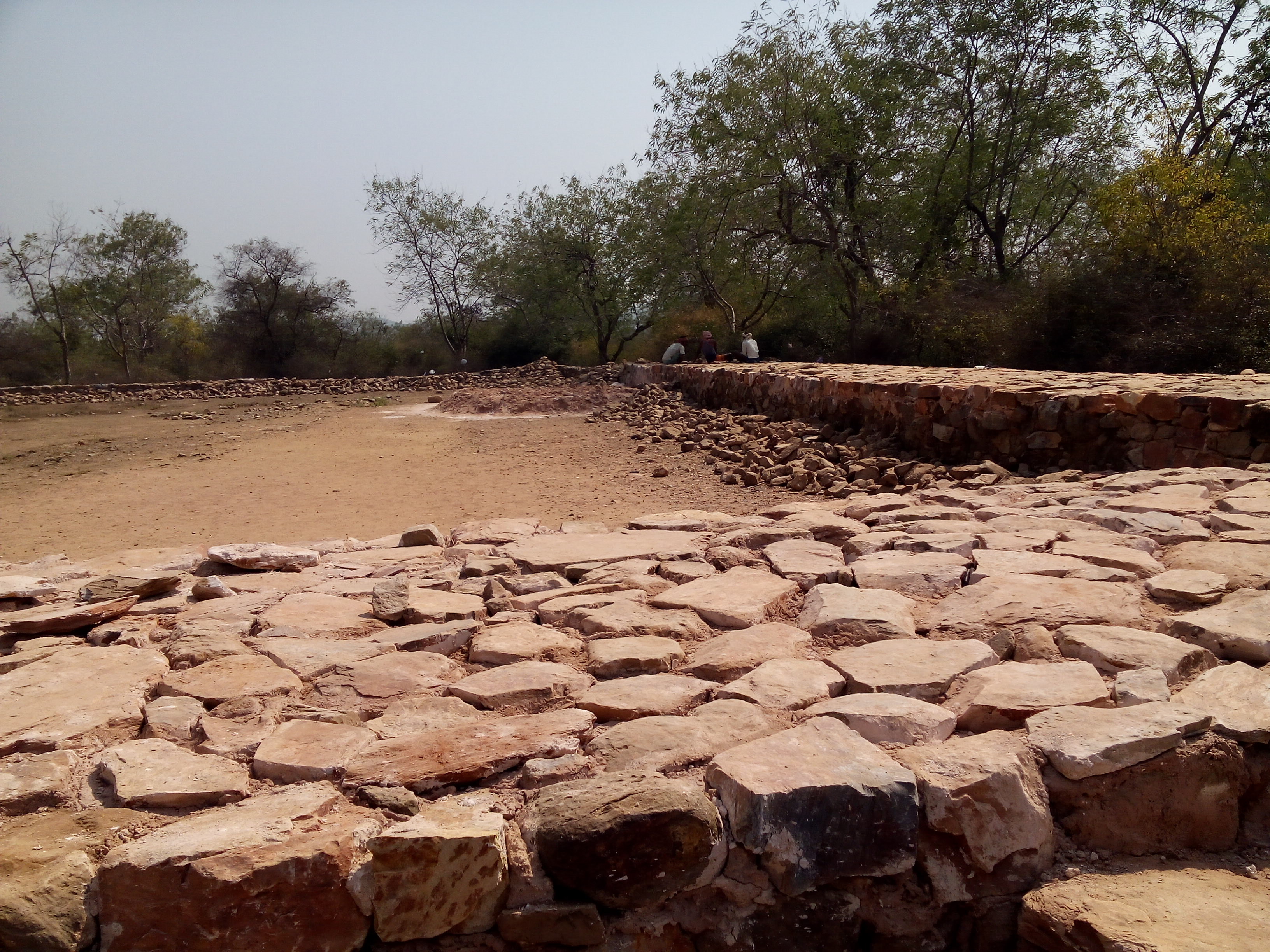
빔비사라 왕이 자신의 아들 아자타샤트루 왕에 의해 감금된 라지기르 감옥

디가 니카야(Dīgha nikāya)에 따르면, 아자타샤트루는 빔비사라 왕과 코살라 데비 왕비 사이에서 태어났는데, 코살라 데비는 "마하-코살라"(코살라 왕)의 딸이자 나중에 왕위에 오른 "파세나디"의 누이였다. 아자타샤트루는 500명의 아내를 두었지만, 주요 왕비는 바지라 공주였다. 카시 시는 마하-코살라에 의해 빔비사라에게 지참금으로 주어졌다. 빔비사라가 살해된 후, 프라세나지트는 그 도시를 되찾았다. 이것은 아자타샤트루와 프라세나지트 사이의 전쟁으로 이어졌다. 전쟁은 프라세나지트가 그의 딸 바지라를 그에게 결혼시키는 평화 조약으로 끝났다. 아자타샤트루는 나중에 우다야바다 또는 우다야바드라라는 아들을 두었다.

## 죽음
불교 "장편 연대기"에 기록된 아자타샤트루의 사망 기록은 기원전 461년경이다. 그의 사망 기록은 자이나교와 불교 전통 간에 크게 다르다. 다른 기록들은 그의 사망 시점을 거의 한 세기 뒤로 미루고 있다.

## 종교

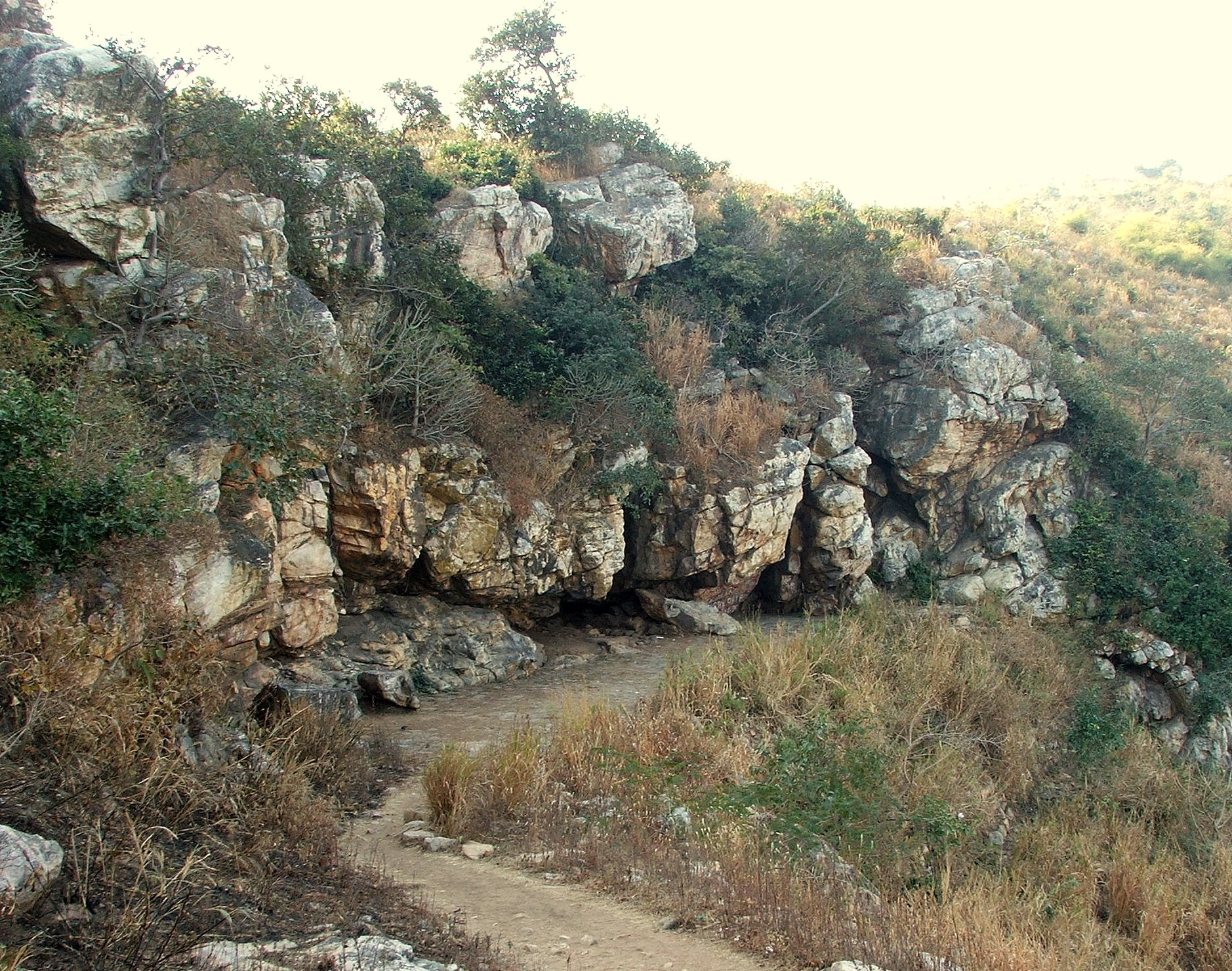
첫 불교 결집이 열린 사타판니 동굴은 아자타샤트루 왕이 후원했다.

아자타샤트루는 자이나교와 불교 전통 모두에 언급된다.
자이나교의 첫 번째 우팡가(자이나교 아가마 참조)인 우바바이/아우파파티카 수트라는 마하비라와 아자타샤트루 사이의 관계를 보여준다. 이 경전은 아자타샤트루가 마하비라를 최고로 존경했다고 기록한다. 같은 경전은 또한 아자타샤트루가 마하비라의 일상에 대해 보고하는 관리를 두었다고 명시한다. 그는 후한 보수를 받았다. 이 관리는 마하비라에 대한 모든 정보를 수집하여 왕에게 보고하는 광범위한 네트워크와 지원 현장 직원을 가지고 있었다. 우바바이 수트라는 참파 시에 마하비라가 도착한 것, 아자타샤트루가 그에게 보여준 존경, 마하비라가 아르다마가디어로 설법한 것 등에 대한 상세하고 명쾌한 논의를 담고 있다.
불교 전통에 따르면, 사마냐팔라 경은 그가 붓다를 처음 만났을 때, 데바닷타와의 연관과 아버지 살해 계획에서 자신의 실수를 깨달았음을 다룬다. 같은 경전에 따르면, 이 만남에서 아자타샤트루는 붓다, 담마, 그리고 상가에 귀의했다. 그는 여러 다른 경전에서 붓다, 담마, 상가에 대한 강한 신봉자의 예로 여러 번 언급되었다. 그는 붓다의 장례 후 붓다의 뼈와 재 위에 거대한 스투파를 세웠으며, 아자타샤트루는 또한 첫 불교 결집에 라자그리하의 사타판니(사프타파르니) 동굴에서 참석했다.
대승불교에서 아자타샤트루는 중요한 구원론적 역할을 한다. 그는 열반경에 완전히 악과 고통에 사로잡힌 존재로, 따라서 붓다의 자비로만 구원받을 수 있는 평범하고 죄 많은 사람의 원형으로 나타난다. 붓다는 이 경전에서 심지어 "아자타샤트루를 위해 세상에 머물겠다"고 선언한다. 이 에피소드는 말법 시대라는 더 넓은 주제와 함께 여러 대승 불교 학파가 공덕을 쌓는 것보다 믿음에 중점을 두게 했다.
아자타샤트루가 자이나교도였든 불교도였든, 두 문헌 모두 그를 각 종교의 신봉자로 기록한다.

## 대중문화 묘사
- 고어 비달의 소설 《창조》에는 아자타샤트루가 육체적으로 혐오스럽고 폭정적인 인물로 묘사되며, 잔학 행위와 학살을 즐기는 모습으로 등장한다.
- 그는 영화 《암바팔리》(1966)의 주인공으로 등장하며, 서닐 더트가 그를 연기하고 바이자얀티말라가 암바팔리 역을 맡았다.
- 서바 라오(Subba Rao)가 그의 삶에 관한 《아자타샤트루》라는 책을 썼다.[18]

## 같이 보기
- 자이나교 아가마 (스베탐바라)
- 사마냐팔라 경
- 마하라자 아자사트, 아자타샤트루에 대한 싱할라어 전기 영화
- 아반티-마가다 전쟁

## 추가 문헌
- 아차리아 나가라지. "아가마와 트리피타카 - 마하비라 경과 붓다 경의 비교 연구". 역사와 전통, Vol. 1. 14장 "추종자 왕". 355–377쪽, (무니 마헨드라쿠마르지 영문판). Concept Publishing Company, New Delhi 110059 발행.
- G. P. 싱. 2004. "초기 인도 역사 전통과 고고학". D. K. Printworld (P) Ltd. New Delhi 110015. 164, 165쪽.
- 자이나 아가마, 1장 우바바이 수트라. "쿠니카" 장.
- 배샴, A. L. (1951) "아자타샤트루의 리차비족과의 전쟁," 인도 역사 회의 회의록 14: 37–41. 다음에서 이용 가능: http://www.jstor.org/stable/44303932.